# Mac OS X v10.3
Mac OS X 10.3, du nom de code Panther, est la quatrième mise à jour du système d'exploitation Mac OS X du fabricant d'ordinateurs Apple disponible à partir du 24 octobre 2003. Mac OS X 10.3 requiert au minimum 128 Mo de RAM (256 Mo de RAM recommandés). La précédente est nommée Jaguar et la suivante Tiger.

## Nouveautés
Panther a au moins 150 nouvelles fonctionnalités, incluant :
- Finder mis à jour
  - interface en métal brossé
  - un module de recherche sur le modèle de celui d'iTunes
  - une barre latérale à la iTunes
- un basculement rapide entre utilisateurs sur le logo d'un cube animé (à condition d'avoir Quartz Extreme).
- Exposé, un programme pour aider l'utilisateur à gérer les fenêtres, en particulier lorsqu'il y en a beaucoup,
- Support intégré du Fax.
- Support intégré de X11.
- Support intégré dans TextEdit des documents Microsoft Word (*.doc).
- Amélioration de la sécurité pour l'interopérationalité avec Microsoft Windows.
- Sécurité :
  - FileVault : chiffrement et déchiffrement du dossier de l'utilisateur en temps réel
  - effacement sécurisé
- Xcode outils de développement qui accélère la compilation avec GCC 3.3
- iChat AV logiciel de visioconférence
- PDF accélération de la présentation
- étiquettes colorées pour identifier les fichiers
- Pixlet haute définition video codec

## Historique des mises à jour
- 24 octobre 2003 : Mac OS X 10.3.0 (build 7B85)
- 10 novembre 2003 : Mac OS X 10.3.1 (build 7C107)
- 17 décembre 2003 : Mac OS X 10.3.2 (build 7D24)
- 15 mars 2004 : Mac OS X 10.3.3 (build 7F44)
- 26 mai 2004 : Mac OS X 10.3.4 (build 7H63)
- 8 août 2004 : Mac OS X 10.3.5 (build 7M34)
- 5 novembre 2004 : Mac OS X 10.3.6 (build 7R28)
- 15 décembre 2004 : Mac OS X 10.3.7 (build 7S215)
- 9 février 2005 : Mac OS X 10.3.8 (build 7U16)
- 15 avril 2005 : Mac OS X 10.3.9 (build 7W98)
- Le système n'est actuellement plus mis à jour par Apple.